# Adnan Oktar
Adnan Oktar nebo také Adnan Hoca (* 2. února 1956, Ankara), také známý pod svým pseudonymem jako Harun Yahya je předním obhájcem islámského kreacionismu v debatě o vzniku života. Někdy je dokonce považován za vůdčí postavu muslimské obhajoby kreacionismu. Plně podporuje teorii takzvaného "Old Earth creationism", tzn. že věří ve stvoření Země Bohem, ale uznává vědecký názor na stáří Země.

Je odpůrcem sionismu a svobodného zednářství a tato hnutí považuje za velmi blízká, ačkoliv odsuzuje antisemitismus a terorismus, o kterých tvrdí, že jsou výplody darwinismu a ne náboženského fanatismu.
Adnan Oktar založil Science Research Foundation (SRF nebo turecky BAV), jejímž cílem je "ustanovit....mír, klid a lásku", ač je BAV v médiích popisována jako „uzavřená islámská sekta“, která žárlivě střeží tajemství svého značného bohatství. V roce 2008 byl tureckým soudem odsouzen na tři roky do vězení za "vytvoření ilegální organizace pro osobní zisk".

## Životopis
Oktar se narodil v Ankaře, v Turecku roku 1956. Žil tam do konce vysokoškolských studií. V roce 1979 se přestěhoval do Istanbulu.
Na začátku osmdesátých let kolem sebe shromažďoval mladé studenty, kteří sdíleli jeho názory na Islám. Podle jeho bývalého mentora Edipa Yüksela se Oktar pokoušel „mísit mystiku s vědeckou rétorikou“. Tito studenti byli ze společensky aktivních a úspěšných istanbulských rodin. Od roku 1982 do roku 1984 se kolem Oktara ustálila skupina 20 až 30 studentů.
Roku 1986 vydal Adnan Oktar knihu Židovství a svobodné zednářství. Kniha uvádí, že hlavním posláním Židů a svobodných zednářů v Turecku bylo narušit církevní, náboženské a morální hodnoty Turků. Oktar tvrdí, že „materialistické hledisko, teorie evoluce, antireligionismus a nemravný životní styl byly do společnosti naočkované jako celek“ Židy a svobodnými zednáři.
Po zveřejnění publikace Židovství a svobodné zednářství byl Adnan Oktar zatčen a uvězněn. Následně byl převezen do psychiatrické léčebny a držen na pozorování. Podle jeho oficiálního životopisu byl propuštěn po 19 měsících. V roce 2007 při rozhovoru v televizi Al-Džazíra řekl, že pobyt v léčebně pro něj byl poselstvím, aby už o svobodných zednářích nikdy nepsal.
V roce 1990 založil Scientific Research Foundation (SRF nebo turecky Bilim Araştırma Vakfı), prostřednictvím níž je stále aktivní. Členové SRF jsou někdy veřejností označováni jako Adnan Hocacılar ("Příznivci Adnana Hodjy"). Roku 1995 založil Millî Değerleri Koruma Vakfı (Nadace pro ochranu národních hodnot). Prostřednictvím ní komunikuje s tradičními islámskými a nacionalistickými organizacemi a významnými jednotlivci.

## Antisemitismus
V roce 1996 distribuovala SRF knihu Soykırım Yalanı ("Lež o holokaustu (Holocaust Lie)"), která byla publikovaná o rok dříve.
Tato publikace rozpoutala na veřejnosti žhavou debatu. Tvrdí, že „co je prezentováno jako holokaust, je smrt několika Židů při epidemii tyfu během války a při hladomoru ke konci války způsobeném porážkou Němců“. V březnu 1996 zveřejnil turecký malíř a intelektuál Bedri Baykam příkrou kritiku knihy v ankarských novinách Siyah-Beyaz („Černá a bílá“). Baykam byl obžalován za urážky na cti. Během soudu v září Baykam zveřejnil skutečné jméno autora knihy, Adnana Oktara. Obžaloba byla stáhnuta zpět v březnu 1997.
Roku 2004 vyjádřil Stephen Roth Institute university v Tel-Avivu názor, že Oktarova tolerance k jiným vzrostla. Zástupci institutu tvrdili, že „nyní pracuje na podpoře mezináboženského dialogu“.
Oktar v současnosti prohlašuje, že antisemitismus má pohanskou a darwinistickou podnož. Ačkoliv věří, že Starý zákon "byl pozměněn jednotlivci za účelem zisku", veřejně vyzývá všechny Muslimy, aby zaujali "tolerantní a přátelský postoj k ostatním náboženstvím".

## Protievoluční kampaň
Na začátku roku 1998 spustil Adnan Oktar spolu se SRF kampaň proti darwinistům. Tisíce volných kopií Oktarovy knihy Lživá evoluce - The Evolution Deceit a brožurky založené na této knize byly distribuovány po celém Turecku.
SRF se také pokoušeli zaútočit na turecké akademie, které vyučovaly evoluční teorii. Mnoho členů fakult bylo pomluveno v letáčcích, které je označovaly za „maoisty“ kvůli výuce evoluce. V roce 1999 vyhrálo šest profesorů civilní soud proti SRF za pomluvu a každý z nich dostal velké peněžní odškodnění.

Roku 2005 shrnul profesor Ümit Sayın důsledky kampaně SRF při rozhovoru s americkým deníkem The Pitch:

V roce 1998 jsem byl schopný motivovat šest členů Turecké akademie věd, aby mluvili otevřeně proti kreacionistickému hnutí. Dnes není možná motivovat nikoho. Bojí se, že by na ně zaútočili radikální islámisté a BAV.
V září 2008 Oktar nabídl „10 bilionů tureckých lir komukoliv, kdo najde jediný chybějící článek ve vývoji člověka demonstrující evoluci“. Biolog Paul Zachary Myers odpověděl: „Vláda Spojených států by měla okamžitě poslat pro pana Oktara letadlo, dovézt ho do naší země a vzít ho na prohlídku Národním muzeem přírodopisu a Americkým muzeem přírodopisu. Doprovázel by ho Niles Eldredge, Kevin Padian, Jerry Coyne, Sean Carroll a celý vědecký personál těch muzeí. Poté mohou přijmout šek od pana Oktara, dojít do místní banky, nechat si šek proplatit a použít bilion dolarů na vyřešení současné finanční krize, sedm bilionů mohou ihned investovat do amerického školství a potom mi mohou poslat zbylé drobné jako odměnu za vymyšlení tohoto skvělého plánu.“ Oktarova nabídka je podobná nabídce kreationisty Kenta Hovinda (250000 dolarů).

## Dílo
Oktar napsal mnoho knih pod pseudonymem Harun Yahya namířených proti evoluci. Oktar také tvrdí, že evoluce přímo souvisí se zlem materialismu, nacismu, komunismu a buddhismu. Většina jeho antievolučních myšlenek je totožná s argumenty křesťanských kreacionistů.
Vytvořil také mnoho rozličných prací o sionismu a svobodném zednářství, obviňující sionismus z rasismu a prohlašující, že sionismus a svobodné zednářství měly významný negativní dopad na světovou historii a politiku.
Oktarovy knihy na témata související s vírou se pokoušejí prezentovat existenci a jednotu Boha podle islámské víry a jsou psány se záměrem seznámit s Islámem nevěřící. Každá z jeho knih na vědecká témata zdůrazňuje jeho představy o moci, vznešenosti a velkoleposti Boha. Tyto knihy se snaží ukázat nevěřícím, co Oktar považuje za důkazy o existenci Boha a dokonalosti jeho díla. Ostatní knihy jsou většinou kritikou materialismu, evoluce, darwinismu a ateismu.
Mnoho Oktarových knih bylo uděláno také jako videa ve vysokém rozlišení, která jsou zdarma ke stažení na internetu.
Oktar prosazuje, že buddhismus je falešné náboženství postavené na modlářství a klamu. Buddhistické rituály nazývá "bezvýznamné" a "prázdné". Také obvinil „inteligentní projekt“, že je nástrojem satana.

### The Atlas of Creation
Jeho poslední publikace, The Atlas of Creation, byla publikována vydavatelstvím Global Publishing v turckém Istanbulu v říjnu 2006. Kniha obsahuje přes 800 elegantních stran a váží 5,4 kg. Desetitisíce kopií této knihy byly nevyžádaně rozeslány školám, významným výzkumníkům po celé Evropě a USA. Knihu obdržely například university v Utrechtu, v Tilburgu, na Kalifornské universitě, v Brown University, na Coloradské universitě, na University of Chicago, na Universitě Palackého v Olomouci a dalších. Ve Francii kniha obnovila zájem o islámský radikalismus. Roku 2007 ohlásil Scott Horton v americkém měsíčníku Harper, že 35. americký tajemník obchodu Carlos Gutierrez má Oktarův Atlas of Creation na podstavci ve vchodu do své kanceláře.
Argumenty použité v knize pro podkopání teorie evoluce jsou kritizovány jako nelogické. Kevin Padian, biolog zabývající se evolucí, uvedl, že Oktar vůbec nerozumí hlavnímu dokladu existence evoluce. Biolog Paul Zachary Myers napsal: "Hlavním profilem té knihy je opakující se a předpovídatelné: kniha předvádí obrázek fosílie a vedle něj fotografii žijícího zvířete a tím pádem se ukazuje, že se ani trochu nezměnili, takže evoluce neexistuje. Opět a opět. Ale většinou to je špatně (oni se změnili!). A rozkošné fotografie jsou většinou zcela ukradené."
Richard Dawkins knihu zhodnotil a poznamenal, že obsahuje mnoho věcných chyb, jako například záměna mořského hada a ryby z rodu holobřiší (dva nepříbuzné druhy) a ve dvou místech knihy je obrázek rybářské návnady okopírovaný z internetu. A mnoho jiných moderních druhů v knize chybí.
Nicméně Oktar tvrdí, že Nicolase Sarkoziho, Jacqua Chiraca a Tonyho Blaira jeho kniha ovlivnila.

## Blokování internetových stránek
V dubnu 2007 Oktara pomluvili majitelé "ek$i sözlük", virtuální komunity podobné "everything2". Soud zhodnotil Oktarovu stížnost a nechal stránku pro veřejnost uzavřít. Tato stránka byla dočasně odstraněna, aby mohl být přístup veřejnosti Archivováno 16. 3. 2009 na Wayback Machine. znemožněn. Přístup na jinou novou webovou stránku byl veřejnosti také omezen.
V srpnu stejného roku Oktar dosáhl u tureckého soudu zablokování přístupu na WordPress.com pro celé Turecko. Jeho právníci argumentovali, že blogy na WordPress.com obsahovaly urážlivé materiály na Oktara a personál WordPress.com je nebyl schopen odstranit.
10. dubna 2008 byly v Turecku zablokovány Google Groups po urážkách na cti Adnana Oktara. Od 5. května 2008 zůstal zákaz pro uživatele TTNet.
19. září 2008 zakázal turecký soud celému Turecku přístup na oficiální stránky Richarda Dawkinse. Jako odezvu poslal Dawkins na svůj web turecký překlad vlastního článku "Jedovatí hadi, kluzcí úhoři a Harun Yahya" ("Zehirli Yilanlar, Kaygan Yilanbaliklari ve Harun Yahya"). Za týden vedla Oktarova stížnost k zakázání internetové stránky Unie vzdělání a vědeckých pracovníků (Türk Eğitim Sen). Poté následovalo v říjnu zablokování internetových stránek třetích nejrozšířenějších novin v zemi, Vatan.

## Problémy se zákonem
V září 1999 byl Adnan Oktar po mnohanásobných skandálech zatčen. U soudu byl obviněn z vydírání a vytváření organizace se záměrem spáchat zločin. Jedna žalobkyně, modelka Ebru Simsek, tvrdila, že byla vydírána a poté pomluvena faxem, který byl poslán stovkám různých novin, televizí, atd., že je "prostitutka". Údajně proto, že odmítla Adnanovi Oktarovi pohlavní styk. Soudní proces trval přes dva roky, během kterých většina žalobců stáhla žalobu zpět, údajně kvůli vydírání nebo uplácení ze strany SRF. Jen dva členové SRF přijali rozsudek k pobytu ve vězení, každý na jeden rok.
Podle obvinění státního zástupce, citovaného tureckým deníkem Cumhuriyet, Adnan Oktar s kolegy znásilnili mladé ženy, mnohým z nich nebylo ani 18 let, a vydírali je, že rozešlou jejich přátelům a členům rodin jejich erotické fotky. Mnoho těchto mladých žen bylo poté přinuceno svádět vybrané mladé muže z bohatých rodin a slibovaly jim sex výměnou za to, že budou navštěvovat události pořádané BAV. Soud vyslechl tyto ženy, že byly jedna po druhé formovány do skupin a na videokazetu byl nahráván jejich sex s těmi mladými muži, videokazety byly poté posílány Oktarovi.
Za nejasných okolností byly všechny obžaloby u jednoho soudu staženy, aby je jiný soud řešil za osm let. Roku 2008 byl Oktar odsouzený za zločiny včetně zapojení do vyhrožování. V květnu 2008 byl Oktar a dalších 17 členů jeho organizace odsouzeno na 3 roky ve vězení. Oktar uvažuje o odvolání.